# Rivière des Outaouais
Pour les articles homonymes, voir Outaouais.
La rivière des Outaouais (Ottawa River en anglais) est le principal affluent du fleuve Saint-Laurent et constitue un important segment de la frontière entre les provinces canadiennes du Québec et de l'Ontario. L'Outaouais a joué un rôle déterminant de voie de pénétration dans le continent nord-américain, au nord vers la baie d'Hudson et à l'ouest vers les Grands Lacs. Elle est la plus longue rivière du Québec. Elle est nommée en l'honneur de la nation des Outaouais.

## Hydrographie

### Parcours

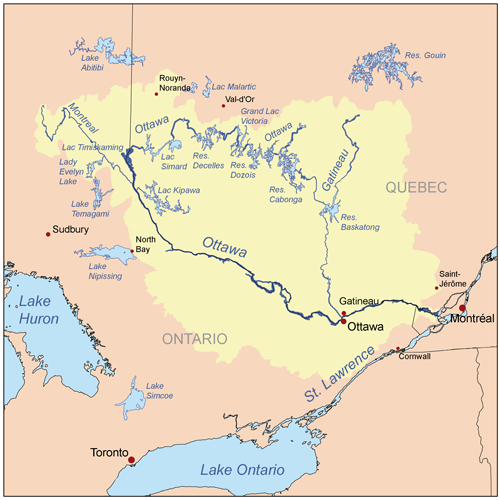
Carte du bassin de la rivière des Outaouais.

Le bassin versant de l'Outaouais s'étend sur environ 146 300 km2. D'une longueur de 1 271 km, l'Outaouais prend sa source principale dans le lac des Outaouais dans la région de l'Outaouais (municipalité régionale de comté de La Vallée-de-la-Gatineau), à 280 km au nord-ouest de Montréal. De là, la rivière alimente le lac Capimitchigama dans la Réserve faunique La Vérendrye et ensuite les réservoirs Cabonga et Dozois, puis le Grand Lac Victoria et le lac Granet. Elle quitte la réserve faunique avant de rejoindre le réservoir Decelles, le lac Simard et le lac des Quinze. Jusque-là, elle s'est écoulée en zigzaguant vers l'ouest à travers les régions de l'Outaouais et de l'Abitibi-Témiscamingue. À partir du lac Témiscamingue, la rivière bifurque vers le sud et devient la frontière naturelle entre l'Ontario et le Québec. Elle poursuit alors son cours dans un axe nord-ouest sud-est, jusqu'à Hawkesbury Est où son rôle de frontière naturelle s'arrête. Elle continue de descendre, au Québec exclusivement, jusqu'à se jeter dans le Saint-Laurent, après son élargissement au lac des Deux Montagnes. La confluence des deux cours d'eau crée l'archipel d'Hochelaga.

### Affluents

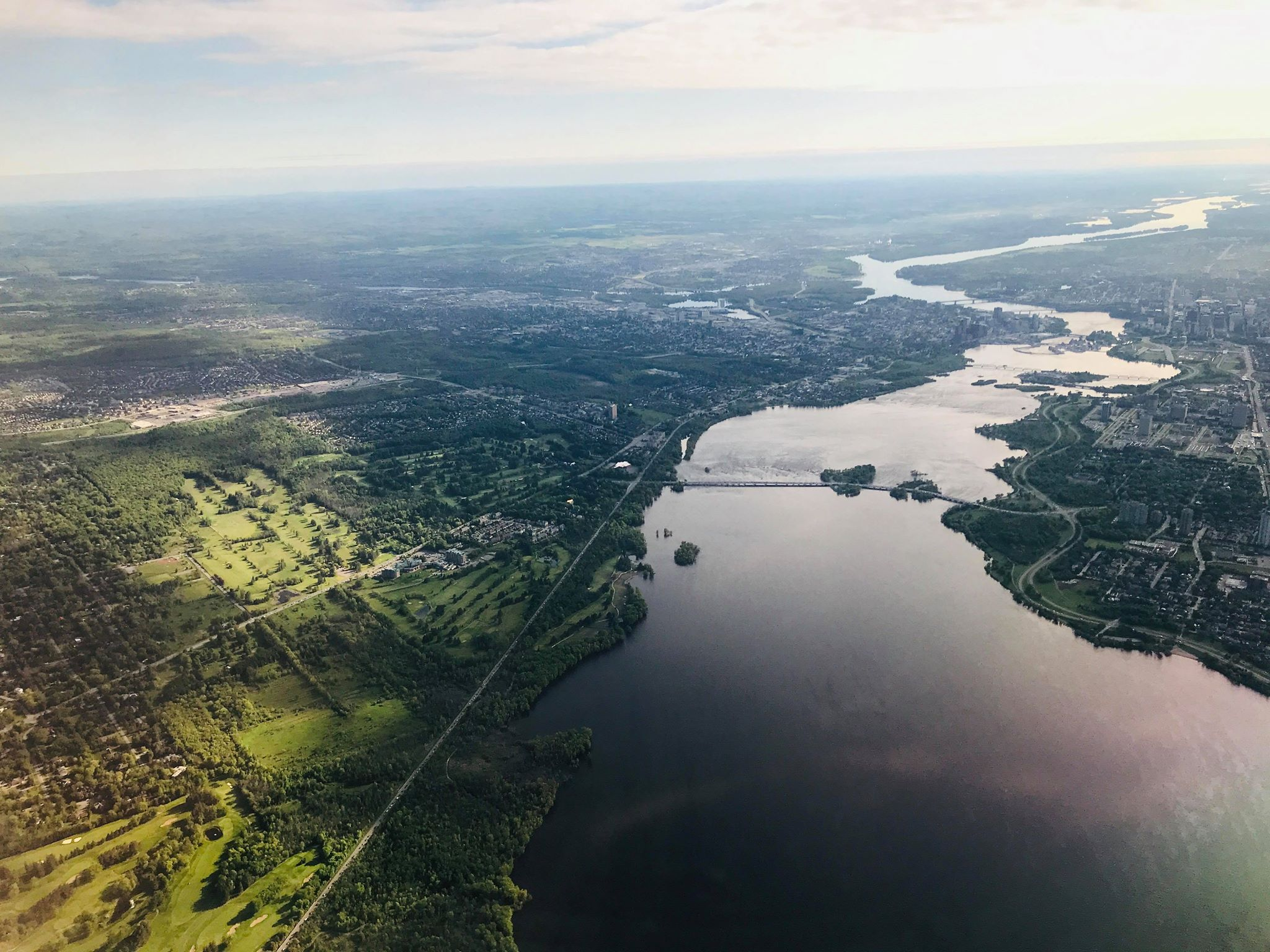
La rivière à Ottawa-Gatineau.

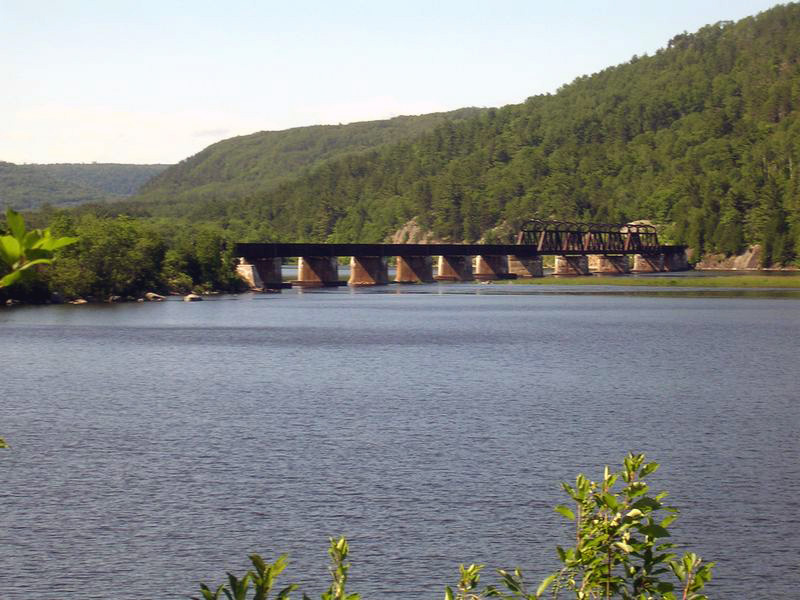
Un pont ferroviaire enjambe la rivière des Outaouais, à Mattawa, Ontario, à environ 300 km au nord de la capitale canadienne.

L'Outaouais compte plusieurs dizaines d'affluents dont la Dumoine, la Noire, la Coulonge et la Quyon. Dans la partie inférieure de la rivière des Outaouais, les principaux affluents sont, en aval de :
- Gatineau sur sa rive gauche, au Québec : Gatineau, Blanche, du Lièvre, Petite Nation, Rivière rouge ;
- Ottawa sur sa rive droite, en Ontario : Rideau et Nation sud.

Plus loin, à la hauteur de Grenville sur le flanc québécois et de Hawkesbury sur le flanc ontarien, la rivière s'élargit pour former le lac Dollard-des-Ormeaux qui est borné en aval par le barrage de Carillon. Au pied du barrage se trouve un élargissement naturel de la rivière, le lac des Deux Montagnes, lui-même alimenté par quelques affluents.

Stromatolithes sur la rivière des Outaouais. Juillet 2020.

Partie supérieure - Rive gauche
- Chenal du Sud
- Rivière Camatose
- Rivière Camitogama
- Rivière Hénault
- Rivière de la Baie
- Rivière Kânitawigamitek
- Rivière Fraser
- Rivière McFadden
- Rivière Chevreuil
- Ruisseau Klock
- Rivière Winneway
- Rivière de l'Esturgeon
- Rivière Decelles

Partie intermédiaire - Rive gauche
- Rivière à la Loutre
- Rivière Lavallée
- Rivière Kipawa
- Rivière Beauchêne
- Rivière Antoine
- Rivière Maganasipi
- Rivière à l'Ours
- Petite rivière à l'Ours
- Rivière Dumoine
- Rivière Saint-Cyr
- Rivière Schyan
- Rivière Noire
- Rivière Coulonge
- Rivière Quyon
- Rivière Mohr

Partie inférieure - Rive gauche
- Rivière Gatineau
- Rivière Blanche
- Rivière La Petite Blanche
- Rivière du Lièvre
- Rivière Blanche
- Rivière de la Petite Nation
- Rivière rouge
- Rivière du Nord
- Rivière aux Serpents

Partie supérieure - Rive droite
- Rivière Chochocouane
- Rivière Capitachouane
- Rivière Camachigama
- Rivière Solitaire
- Petite rivière Roger
- Rivière Roger
- Rivière Kinojévis
- Rivière Darlens

Partie intermédiaire - Rive droite
- Rivière Montréal
- Rivière Jocko
- Rivière Mattawa
- Rivière Petawawa
- Rivière Bonnechère
- Rivière Madawaska
- Rivière Mississippi

Partie inférieure - Rive droite
- Rivière Rideau
- Rivière Rigaud
- Rivière à la Raquette
- Rivière Viviry
- Rivière Quinchien
- Rivière à l'Orme

### Émissaires
L'Outaouais termine sa longue course dans le fleuve Saint-Laurent, principalement par la rivière des Prairies qui reçoit 70 % de son eau et, dans une moindre mesure, par la rivière des Mille Îles (qui rejoint la rivière des Prairies avant que celle-ci se jette dans le fleuve). Le reste s'écoule vers le fleuve par le lac Saint-Louis.

### Canaux
L'Outaouais est une importante voie navigable parsemée d'obstacles naturels notamment les rapides, les chutes d'eau et plusieurs zones de haut-fond. Dès la première moitié du XIXe siècle on a creusé et aménagé quatre canaux sur son parcours, auxquels s'ajoutèrent, formant un ensemble complexe, les canaux des autres cours d'eau auxquels il est rattaché (notamment, le canal Lachine et le canal Rideau). C'est cet ensemble qui permit la libre circulation des bateaux dans un vaste réseau navigable jusqu'au cœur de l'Amérique du Nord.

#### Les premiers canaux
En remontant le fleuve, on rencontrait un premier obstacle de taille, à Montréal : les rapides de Lachine. Il était nécessaire de les contourner pour aller plus loin. Pour ce faire, on creusa dans un premier temps le canal Lachine (XIXe siècle) puis, au XXe siècle, on aménagea la voie maritime du Saint-Laurent. Ces deux ouvrages permettaient de passer du fleuve Saint-Laurent au lac Saint-Louis situé quelque 15 m plus haut. La route de l'Outaouais passait par le lac des Deux Montagnes. Pour rejoindre ce lac (situé 1 m plus haut) à partir du lac Saint-Louis, il fallait un canal, le premier sur l'Outaouais, celui de Sainte-Anne-de-Bellevue. Plus loin on arrivait aux rapides du Long-Sault. Pour les contourner il fallut creuser et aménager trois canaux successifs sur une distance d'environ 20 km, celui de Carillon, celui de la Chute-à-Blondeau et celui de Grenville. À la hauteur des villes de Gatineau et Ottawa le passage était bloqué par les chutes des Chaudières et il l'est toujours aujourd'hui. L'amont de la rivière n'est plus directement accessible par eau à partir de ce point. Il n'existe aucun canal qui permet de contourner ces chutes ni tous les rapides qui se trouvent en amont sur le reste du parcours. Pourtant, la navigation était possible plus en amont et jusque dans les lacs d'Abitibi grâce aux trains de portage qui permettaient de transporter les marchandises et les passagers au-delà de chaque nouvel obstacle.

#### Les nouveaux canaux
Du pied des rapides de Lachine dans le Vieux port de Montréal à l'entrée du canal Rideau à Ottawa, l'escalier d'eau comptait, au XIXe siècle, dix-sept marches, qui étaient autant d'écluses sur le parcours. Depuis les années 1960 et l'avènement de la voie maritime du Saint-Laurent et de la centrale hydroélectrique de Carillon, les navigateurs ont, selon la taille de leur bateau, le choix entre deux voies, soit le passage du canal Lachine, soit celui de la voie maritime. Pour remonter vers Ottawa et Gatineau l'escalier compte désormais quatre marches (par la voie maritime) ou sept marches (par le canal Lachine).

### Harnachement
Le cours de la rivière des Outaouais est ponctué de dix barrages qui captent et transforment son énergie en hydroélectricité et contrôlent par le fait même son débit. En amont du lac Témiscamingue, six structures sont en place. Toutes ces installations à l'exception d'une seule, la centrale de Rapide-7, sont dites centrales au fil de l'eau. Le premier barrage a produit de l'électricité dès 1910, à Hull, aujourd'hui Gatineau mais on a produit de l'électricité sans barrage dès 1881 à l'usine E.B. Eddy, puis en 1882 à Ottawa.
1. La centrale de la Première-Chute
2. La centrale de Bryson
3. La centrale de Rapide-2
4. La centrale de Rapide-7
5. La centrale des Rapides-des-Îles
6. La centrale des Rapides-des-Quinze
7. La centrale de la Chute-des-Chats
8. Le barrage des Chaudières (Hull, auj. Gatineau)
9. La centrale de Hull-2
10. La centrale de Carillon

Dans la partie où elle est la frontière naturelle entre les deux provinces, la production hydroélectrique est parfois le fait de l'Ontario Power Generation, parfois celui d'Hydro-Québec, les deux sociétés d'État provinciales de production d'électricité, et elle est parfois le fait des deux sociétés, conjointement. Certaines centrales sont privées, ou l'ont été. Au barrage de Carillon, en amont de Montréal, la moyenne du débit s'établit à 1 950 m3/s ; ce débit connaît des variations entre 700 et 8 000 m3/s selon les saisons. En 1974, la crue amène des inondations importantes à Hudson dans Vaudreuil-Soulanges.
Tous ces barrages ont haussé le niveau de la rivière et modifié ses rives. Ils ont noyé des rapides et altéré les écosystèmes. Les eaux vives se sont transformées en eaux calmes. Certains de ces obstacles naturels, connus des communautés autochtones et notés dans les rapports d'expédition des explorateurs européens, sont disparus sous les eaux. C'est notamment le cas des rapides du Long-Sault en amont du barrage et de la centrale de Carillon ainsi que des rapides des Sept-Chutes en amont du barrage de Bryson.

### Lacs
La rivière des Outaouais comprend plusieurs lac fluviaux et plusieurs lacs de barrages, des élargissements qui sont tantôt l'œuvre de la nature et tantôt la conséquence de la construction de barrages permettant d'exploiter l'énergie de la rivière.
- Grand lac Victoria
- Lac Granet
- Lac Simard
- Réservoir Decelles
- Lac Témiscamingue
- Lac la Cave
- Lac Holden
- Rivière Creuse : portion de la rivière des Outaouais située entre Rapides-des-Joachims au Québec et Petawawa en Ontario, d'une longueur d'environ 35 km par au plus 1 km de large. Sa profondeur mesurée en face du Rocher-à-l'Oiseau est de 70 mètres (230 pieds). Elle est aussi connue sous le nom de Deep River en anglais.
- Lac des Allumettes
- Lac Coulonge
- Lac du Rocher Fendu
- Lac des Chats
- Lac Deschênes
- Lac Dollard-des-Ormeaux
- Lac des Deux Montagnes

## Préservation  des milieux humides

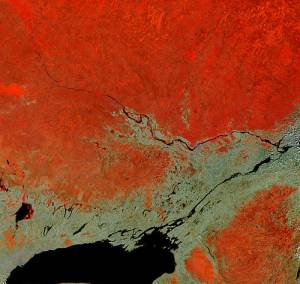
Vue satellite de la Rivière des Outaouais.

Devant la détérioration de nombreux milieux humides, le gouvernement fédéral canadien octroi de 8,2 millions de dollars canadiens pour restaurer l'environnement. (Référence Radio-Canada du vendredi 31 mai 2024 la rainette faux grillon ouache au milieu restaurer au Québec).

### Îles
La rivière des Outaouais est parsemée de centaines d'îles. Les plus importantes portent un nom. Certaines sont habitées. D'autres abritent des écosystèmes variés. Les deux plus grandes îles de l'Outaouais sont situées en territoire québécois. La première est L'Isle-aux-Allumettes qui est habitée par une population de 1 346 personnes (2014), en face de Pembroke (Ontario). La seconde en importance est L'Île-du-Grand-Calumet, tout près de Fort-Coulonge. L'île de Hull compte une partie de la population de la ville de Gatineau.
- Île du Rocher Capitaine
- Île Lemieux
- Île Limerick
- L'Île-Cadieux

### Ponts et traverses
Pas moins de dix-huit ponts routiers et six traversiers permettent de passer d'une rive à l'autre de l'Outaouais, sans parler des ponts ferroviaires.
- Pont de Notre-Dame-du-Nord
- Pont du barrage du Lac-Témiscamingue
- Pont de la route 63 (Ontario)
- Pont du chemin du Moulin
- Pont du chemin Dumoine
- Pont du chemin Swisha
- Pont du Chemin de Pembrooke
- Pont du boulevard de Waltham (Route 148)
- Pont du Chemin de l'Île (Route 301)
- Traversier Quyon-Fitzroy Harbour
- Pont Champlain
- Pont Cartier-Macdonald
- Pont de la Chaudière
- Pont du Portage
- Pont Alexandra
- Traverse Cumberland/Masson
- Traverse Rockland-Thurso
- Traverse Fassett-Lefaivre
- Pont du Long-Sault
- Traverse Pointe-Fortune-Carillon
- Traverse Oka-Hudson
- Pont de l'Île-aux-Tourtes
- Pont Taschereau
- Pont Galipeault

### Municipalités et localités
Les villes d'Ottawa en Ontario (capitale fédérale canadienne, 1 000 000 hab.) et Gatineau au Québec (250 000 hab.) forment le noyau principal de population sur la rivière. Plus en aval, on retrouve les municipalités québécoises de Montebello, Papineauville, Grenville, Rigaud et Saint-André-d'Argenteuil ainsi que la ville ontarienne de Hawkesbury.
Rive gauche
- Grenville-sur-la-Rouge
- Grenville
- Saint-André-d'Argenteuil (Saint-André-Est, Carillon)

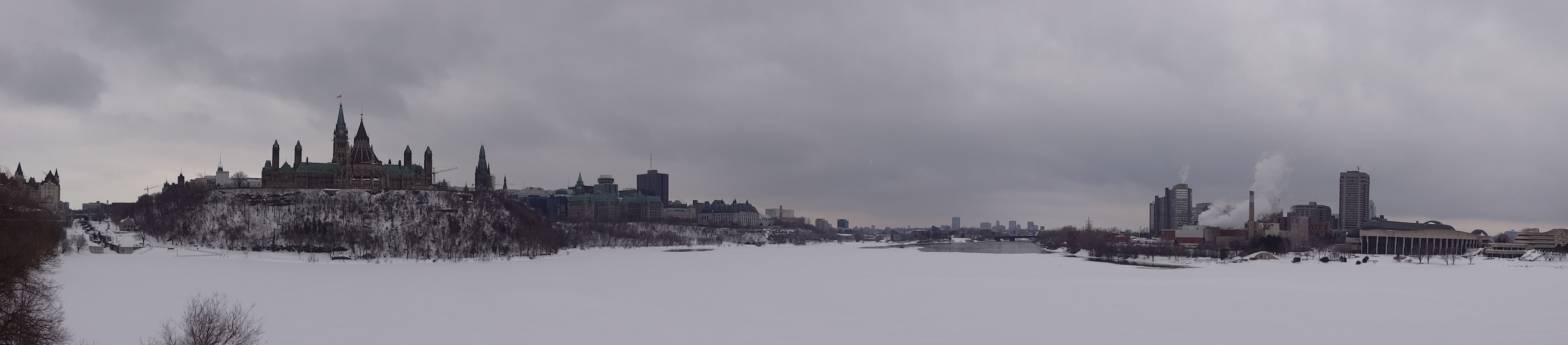
Rivière des Outaouais en hiver, entre Ottawa et Gatineau.

- Saint-Placide
- Oka
- Pincourt
- Notre-Dame-de-l'Île-Perrot
- Montréal

Rive droite
- Hawkesbury
- Hawkesbury Est (Chute-à-Blondeau)
- Pointe-Fortune
- Rigaud
- Hudson
- Vaudreuil-Dorion (Dorion)
- Vaudreuil-sur-le-Lac
- L'Île-Cadieux
- Pointe-des-Cascades

## Histoire

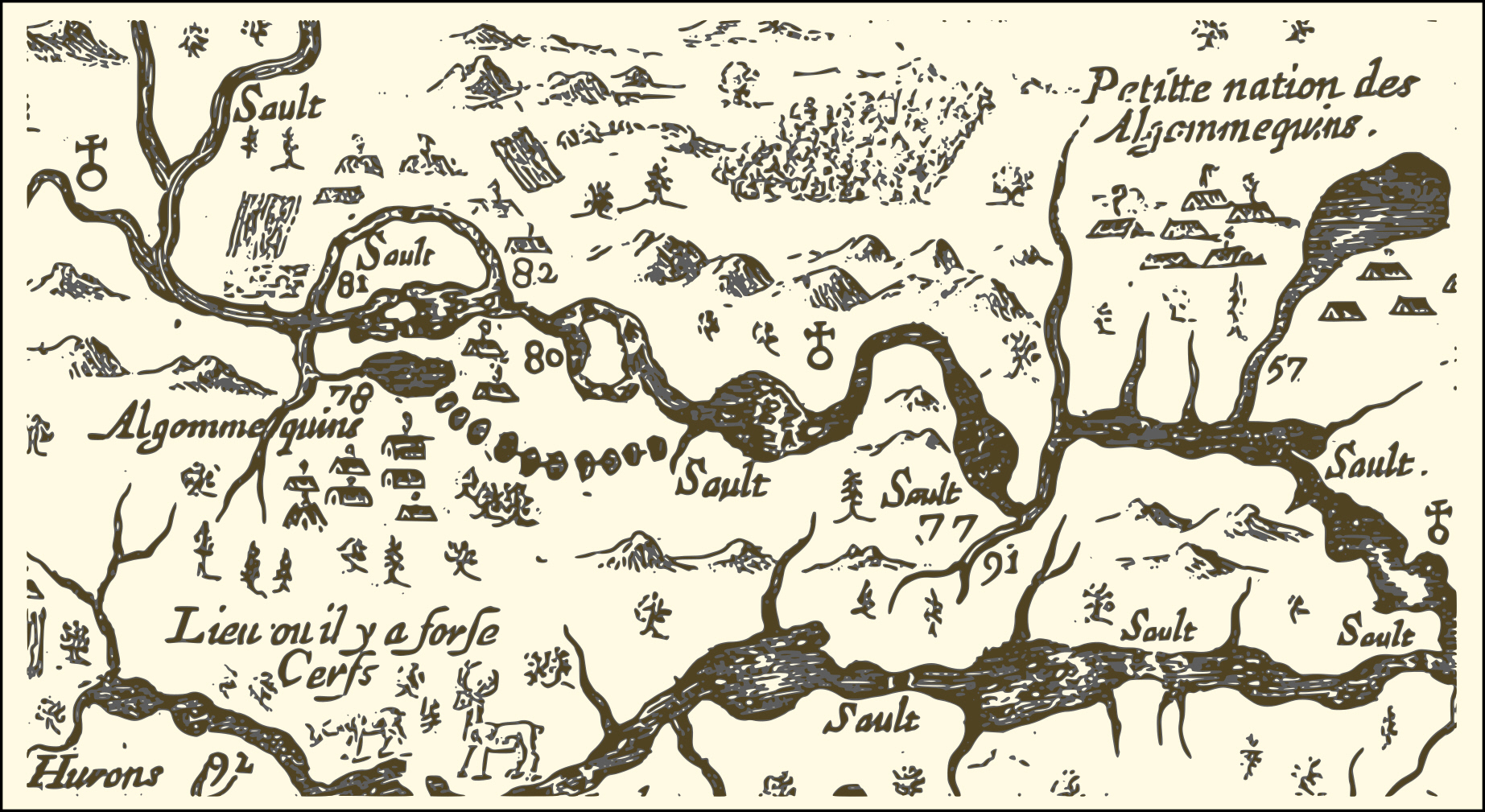
Carte des étapes numérotées de l'expédition de Samuel de Champlain de 1615 le long de l'Outaouais.

Il y a 9 000 ans, la mer de Champlain, créée par le retrait des glaciers, commence à se retirer vers l'est, formant ainsi les vallées de l'Outaouais et du St-Laurent. À son plus haut niveau, elle occupait les terres situées sous 200 m d'altitude (par rapport au niveau actuel des mers).
La rivière a été pendant longtemps le chemin privilégié par les amérindiens et par les premiers explorateurs. Ceux-ci l'empreintaient pour atteindre les Grands Lacs et l'ouest du Canada (Pays d'en Haut) par la rivière Mattawa puis le lac Nipissing et vers le nord par le lac Témiscamingue, le cours supérieur de l'Outaouais et les cours d'eau qui y communiquent. Son nom actuel vient d'une tribu originaire de l'Île Manitoulin (située dans le lac Huron), les Ouataouais (des algonquins dont le nom signifie "marchands"), qui l'utilisait pour venir faire la traite des fourrures avec les premiers explorateurs français. Son nom algonquin, Kitchesippi, signifie Grande rivière. La rivière des Outaouais a aussi porté les noms suivants : La Grande rivière (Galinée 1670), Rivière des Outaouai, Rivière des Hurons, Rivière des Outaouacs ou des Prairies (Bernou 1680), Outaouais (Alexander Henry), Utawas River (Alexander Mackenzie).
Le blocus continental de 1806 instauré par Napoléon Bonaparte, oblige le Royaume-Uni, qui s'alimente habituellement sur la Baltique, à importer du bois en provenance du Canada, stimulant le commerce du bois d’œuvre sur la rivière des Outaouais.
Le 28 juillet 2016, la portion ontarienne de la rivière des Outaouais a été désignée rivière du patrimoine canadien dans le cadre du Réseau des rivières du patrimoine canadien. Le 14 août 2017, la portion québécoise de la rivière des Outaouais, en excluant les îles, a été désignée comme lieu historique par le ministère de la Culture et des Communications.

## Organismes de protection
Garde-Rivière des Outaouais est un organisme formé de citoyens qui exprime d'une voix impartiale les enjeux entourant la Rivière des Outaouais dans l'intérêt des citoyens. L'organisme travaille à faire de la rivière un affluent sain et durable sur le plan écologique dans l'intérêt de tous,.